# Alegeri prezidențiale în Statele Unite ale Americii, 2012
Alegerile prezidențiale din Statele Unite ale Americii se desfășoară în 2012, conform tradiției, în ziua de marți după prima zi de luni din luna noiembrie, care în 2012 este ziua de 6 noiembrie. Președintele în funcție, Barack Obama, candidează pentru un nou mandat împreună cu vicepreședintele în funcție Joe Biden, susținuți de Partidul Democrat, iar principalul lor contracandidat este Mitt Romney, din partea Partidului Republican, împreună cu candidatul la funcția de vicepreședinte Paul Ryan. Ambele echipe sunt prezente pe buletinele de vot din toate cele 50 de state. Alți candidați pot fi votați doar într-o parte din state, singurii cu șanse matematice de a câștiga votul colegiului electoral fiind Gary Johnson de la Partidul Libertarian și Jill Stein de la Partidul Verde.
Majoritatea televiziunilor au prezentat sondaje ce arătau că președintele în funcție Obama și vicepreședintele Biden vor câștiga, posibil extrem de strâns și uneori rezultatul a fost considerat a fi prea strâns pentru a fi estimat.
Potrivit estimarilor CNN, FoxNews și NBC, președintele în funcție, democratul Barack Obama a câștigat un nou mandat de 4 ani la Casa Albă. El a obținut, conform estimărilor, votul a 303 electori, față de 206 obținuți de Romney, în timp ce numărul minim de voturi în colegiul electoral pentru alegerea ca președinte este de 270. Cifrele nu includ voturile electorale ale Floridei, care nu au fost încă numărate și pentru care sondajele nu sunt concludente. La ora 1:00 AM EST (6:00 AM GMT) în ziua de 7 noiembrie, Mitt Romney și-a recunoscut înfrângerea în fața lui Barack Obama, la momentul închiderii urnelor în Alaska.
În conformitate cu Constituția Statelor Unite, alegerile prezidențiale au coincis cu alegerile legislative pentru Senat, în care o treime din locurile din Senat au fost supuse votului (33 de locuri clasa I), precum și cu alegerile legislative pentru Camera Reprezentanților, prin care au fost aleși membrii celui de al 113-lea Congres.
Simultan au avut loc scrutinuri guvernatoriale în 11 state, alegeri pentru legislativele statelor, precum și numeroase referendumuri locale sau la nivel de stat, în urma cărora trei state au legalizat căsătoria între persoane de același sex, iar două state (Colorado și Washington) au legalizat consumul de marijuana. Totodată, în urma unui referendum în teritoriul Puerto Rico, locuitorii acestuia și-au exprimat dorința de a deveni stat al SUA. Măsura va trebui să fie aprobată și de către Congres.

## Modificări ale compoziției pe state a colegiului electoral
Recensământul din 2010 a modificat compoziția colegiului electoral pentru alegerile prezidențiale, stabilind una nouă ce va fi folosită la alegerile din 2012 până în 2020 în statele de pe harta și lista de mai jos.
| State câștigate de democrați în 2000, 2004 și 2008 - Illinois −1 - Massachusetts −1 - Michigan −1 - New Jersey −1 - New York −2 - Pennsylvania −1 - Washington +1 | State câștigate de republicani în 2000, 2004 și 2008 - Arizona +1 - Georgia +1 - Louisiana −1 - Missouri −1 - Carolina de Sud +1 - Texas +4 - Utah +1 | Celelalte state - Florida (democrații în 2008, republicani în 2000 și 2004) +2 - Iowa (democrații în 2000 și 2008, republicanii în 2004) −1 - Nevada (democrații în 2008, republicanii în 2000 și 2004) +1 - Ohio (democrații în 2008, republicanii în 2000 și 2004) −2 |

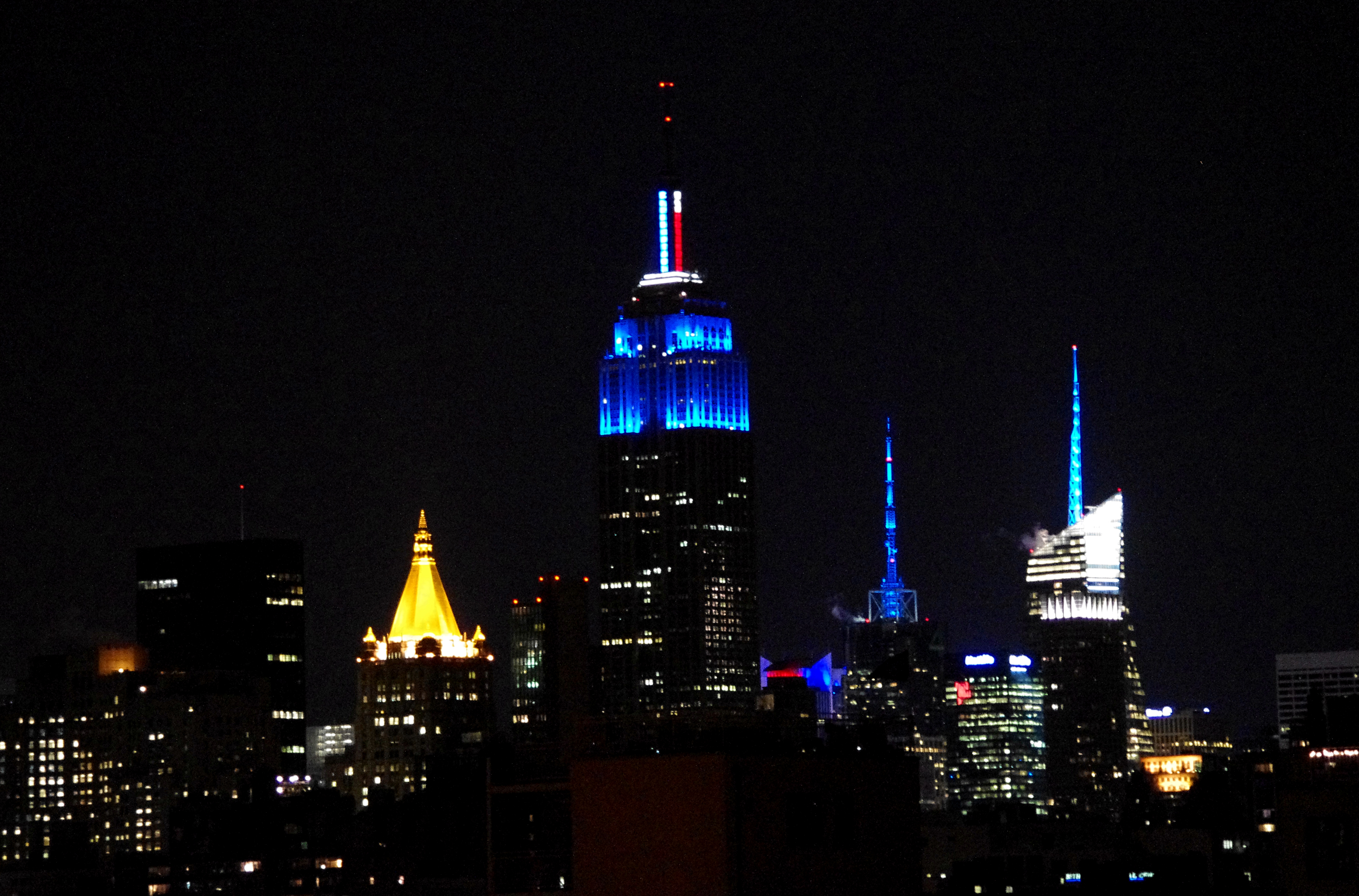
Empire State Building a fost luminată în albastru (culoarea Partidului Democrat) când CNN a anunțat că Obama a câștigat și în statul Ohio.

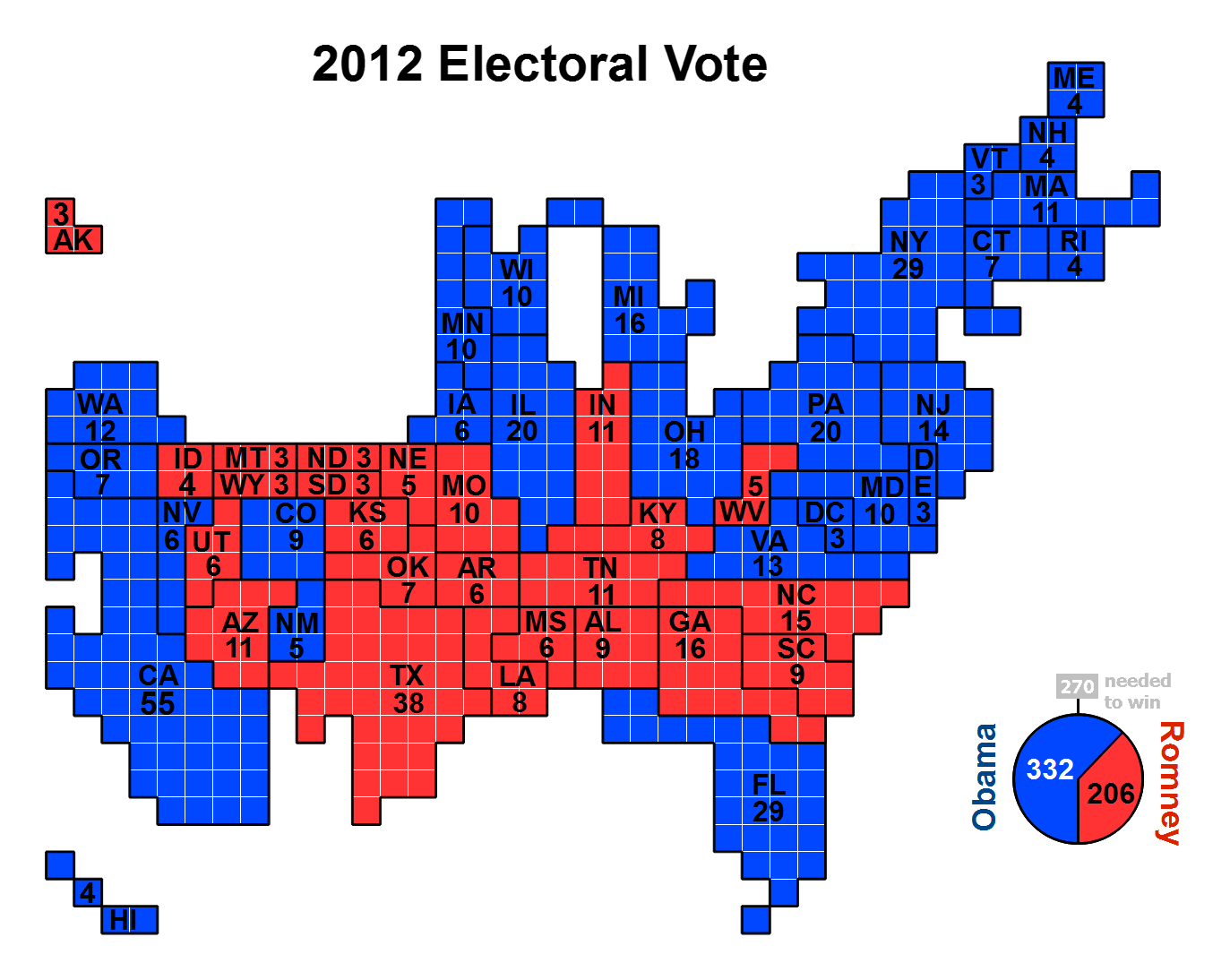
Cartogramă

Opt state (Arizona, Florida, Georgia, Nevada, Carolina de Sud, Texas, Utah și Washington) au câștigat mai multe voturi, datorită redistribuirii pe baza recensământului din 2010. Zece state (Illinois, Iowa, Louisiana, Massachusetts, Michigan, Missouri, New Jersey, New York, Ohio și Pennsylvania) au pierdut voturi.
În climatul politic al anului 2011, aceasta ar fi însemnat o pierdere netă de șase voturi electorale pentru Partidul Democrat în state câștigate de Al Gore, John Kerry și Barack Obama la precendetele trei scrutinuri, aducând totalul voturilor partidului la 242. Partidul Republican ar fi obținut un câștig de șase voturi electorale în statele câștigate de George W. Bush și John McCain la ultimele trei alegeri, aducând numărul voturilor electorale ale republicanilor la 180. Voturile alocate restului statelor (cele în care votul a fost atât pentru republicani, cât și pentru democrați la diferite scrutinuri din cele trei anterioare) rămân neschimbate față de totalul național de 115.
În 2011, mai multe state au adoptat noi legi ce au fost atacate de Partidul Democrat drept tentative de a mări șansele candidatului prezidențial republican. În Florida, Georgia, Ohio, Tennessee și Virginia de Vest s-a scurtat perioada de vot în avans. Florida și Iowa au interzis tuturor condamnaților penal să voteze. Kansas, Carolina de Sud, Tennessee, Texas și Wisconsin au început să impună alegătorilor să se prezinte documente de identitate pentru a vota. Obama, NAACP și Partidul Democrat ai combătut multe din aceste legi, și fostul președinte Bill Clinton le-a denunțat, spunând: „niciodată în viața mea, de când am scăpat de votul cenzitar și de restricțiile legilor Jim Crow, nu am mai văzut așa un efort hotărât de a limita acest drept ca cel pe care îl vedem astăzi”. El a arătat că aceste modificări ar putea priva de dreptul la vot grupuri întregi de alegători cu înclinații liberale: studenți, negri și hispanici. Revista Rolling Stone a criticat American Legislative Exchange Council pentru lobby-ul făcut la nivel de state pentru promovarea acestor legi. Stafful de campanie al lui Obama a combătut legea din Ohio, forțând petiții și referendum la nivel de stat pentru a o respinge la timp pentru alegerile din 2012.
În Pennsylvania s-a propus un proiect de lege care să schimbe reprezentarea statului în colegiul electoral de la modelul „învingătorul ia tot” la un model pe districte. Guvernatorul și ambele camere ale congresului statului erau republicane, iar tentativa a fost considerată o tentativă de a minimiza șansele de realegere ale lui Obama.

## Candidații

### Alegerile primare ale Partidului Democrat
Cu un președinte în funcție candidat la realegere, cursa pentru nominalizarea democratică a fost una lipsită de evenimente. Procesul de nominalizare a constat în scrutinuri primare ținute în cele 50 de state, precum și în Guam, Puerto Rico, Washington, D.C., Insulele Virgine Americane, Samoa Americană și Insulele Mariane de Nord. Importanți membri ai partidului, denumiți superdelegați au primit fiecare dreptul la un vot în convenție. Câțiva candidați l-au depășit pe președinte la numărul de voturi în câteva comitate la câteva din cele șapte alegeri primare în care acesta din urmă a avut contracandidați, dar niciunul nu a avut vreun impact asupra rezultatului pe tot statul. Candidând fără adversari în toate celelalte state, președintele Obama și-a consolidat statutul său de candidat prezumptiv al democraților la 3 aprilie 2012, obținând numărul minim de voturi ale delegaților la convenție de care avea nevoie pentru a obține nominalizarea.

### Candidați în alegerile primare ale Partidului Republican
- Mitt Romney, fost guvernator de Massachusetts[23][24]
- Ron Paul, deputat din Texas (și-a încheiat campania activă în 14 mai 2012; fără adeziune)[25]
- Newt Gingrich, fost purtător de cuvânt al Camerei Reprezentanților din Georgia[26][27] (s-a retras din cursa prezidențială în data de 2 mai 2012, și îl sprijină pe Mitt Romney)[28]
- Rick Santorum, fost senator de Pennsylvania (retras în data de 10 aprilie 2012, îl susține pe Mitt Romney)[29][30][31]
- Buddy Roemer, fost guvernator de Louisiana[32][33] (s-a retras la data de 22 februarie 2012, candidează pentru Americans Elect și pentru Reform Party)
- Rick Perry, guvernator de Texas (s-a retrass la data de 19 ianuarie 2012, l-a susținut prima dată pe Newt Gingrich, acum îl susține pe Mitt Romney)[34][35][36]
- Jon Huntsman, Jr., fost ambasador al SUA în China și fost guvernator în Utah (s-a retras în data de 15 ianuarie 2012 și îl susține pe Mitt Romney)[37][38]
- Michele Bachmann, Reprezentantul statului  Minnesota (s-a retras din  4 ianuarie 2012, )[39][40][41]
- Gary Johnson, guvernator al statului New Mexico (s-a retras pe 28 decembrie 2011, pentru a fi nominalizat pentru Partidul  Libertarian )[42][43]
- Herman Cain, businessman din Georgia  (retras din 3 decembrie 2011)[44][45]
- Thaddeus McCotter, reprezentantul din statul Michigan (retras din 22 septembrie 2011)[46][47]
- Tim Pawlenty, guvernator al statului Minnesota, (retras din 14 august 2011)[48][49]

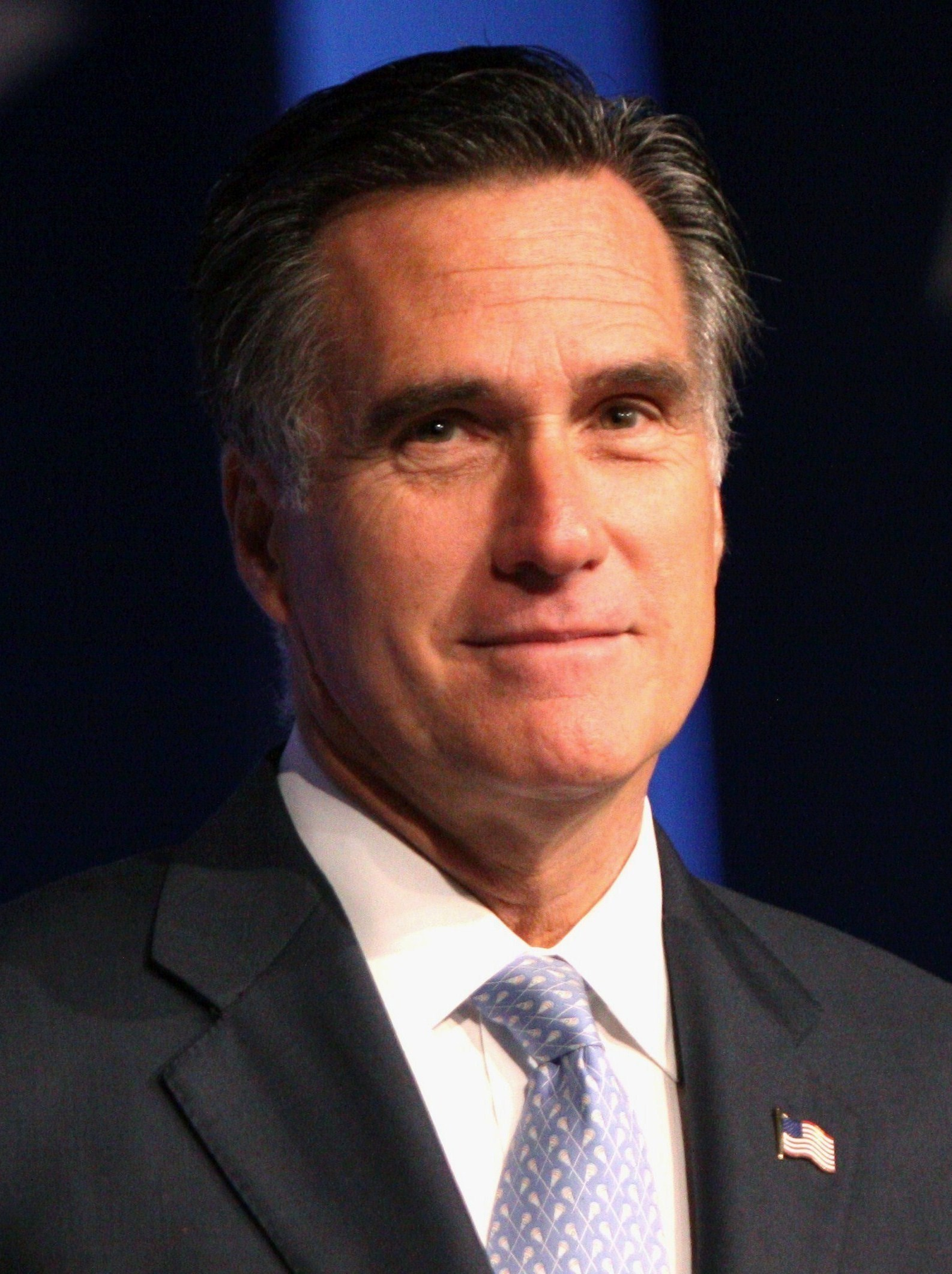
Fostul guvernator Mitt Romney al statului Massachusetts candidat desemnat de republicani
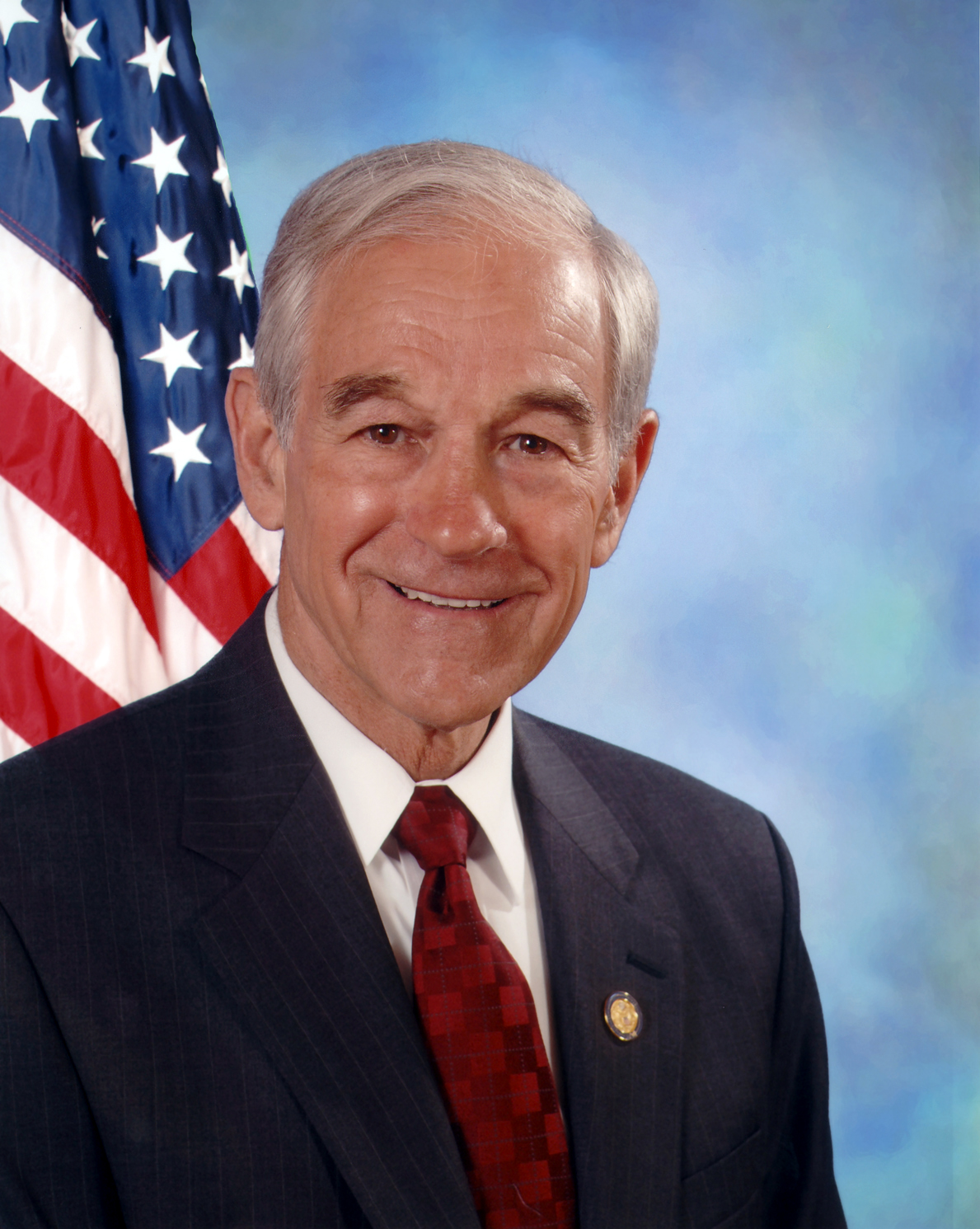
Reprezentantul Ron Paul din Texas
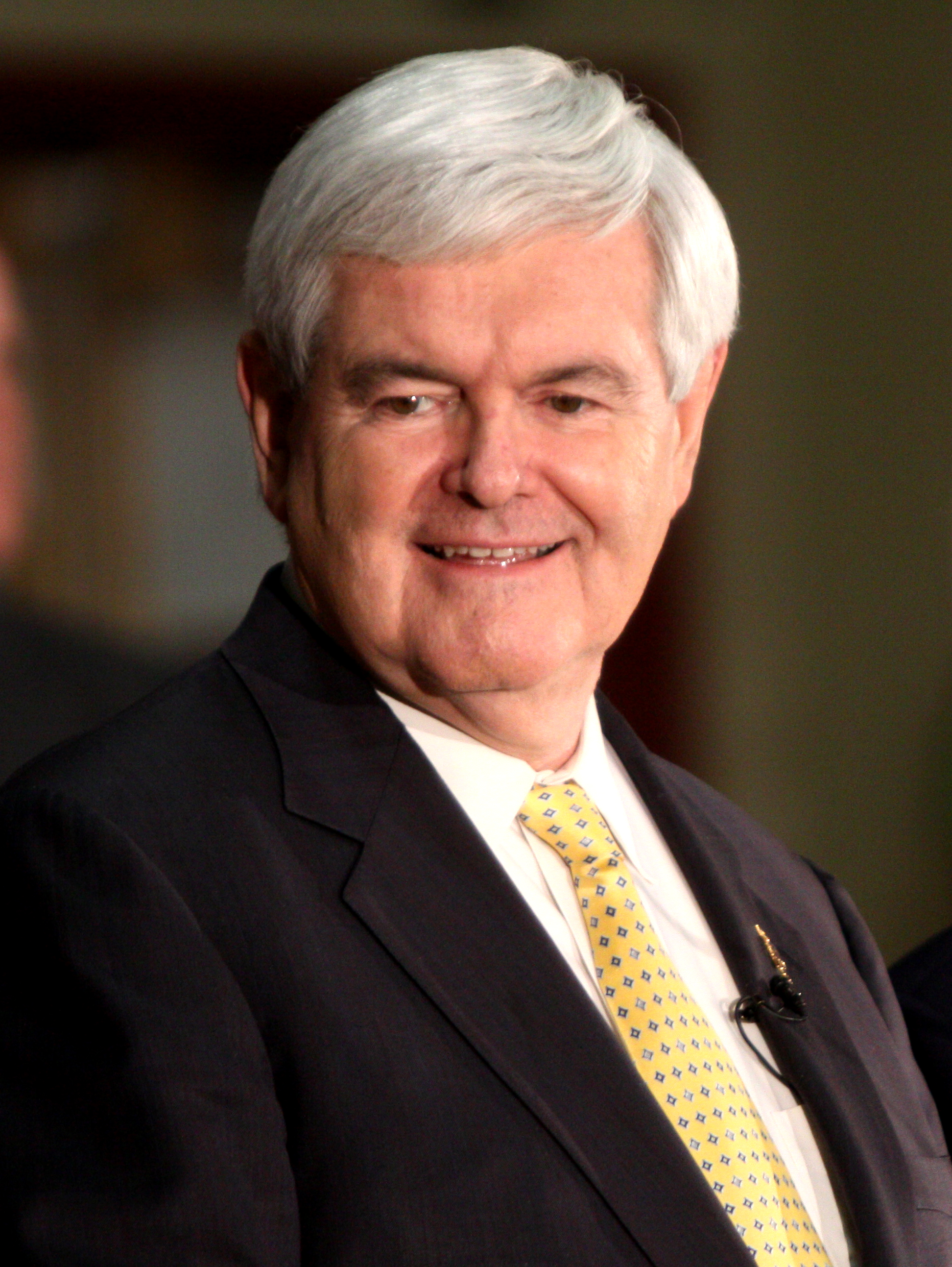
Fostul speaker al Camerei Reprezentanților, Newt Gingrich din Georgia
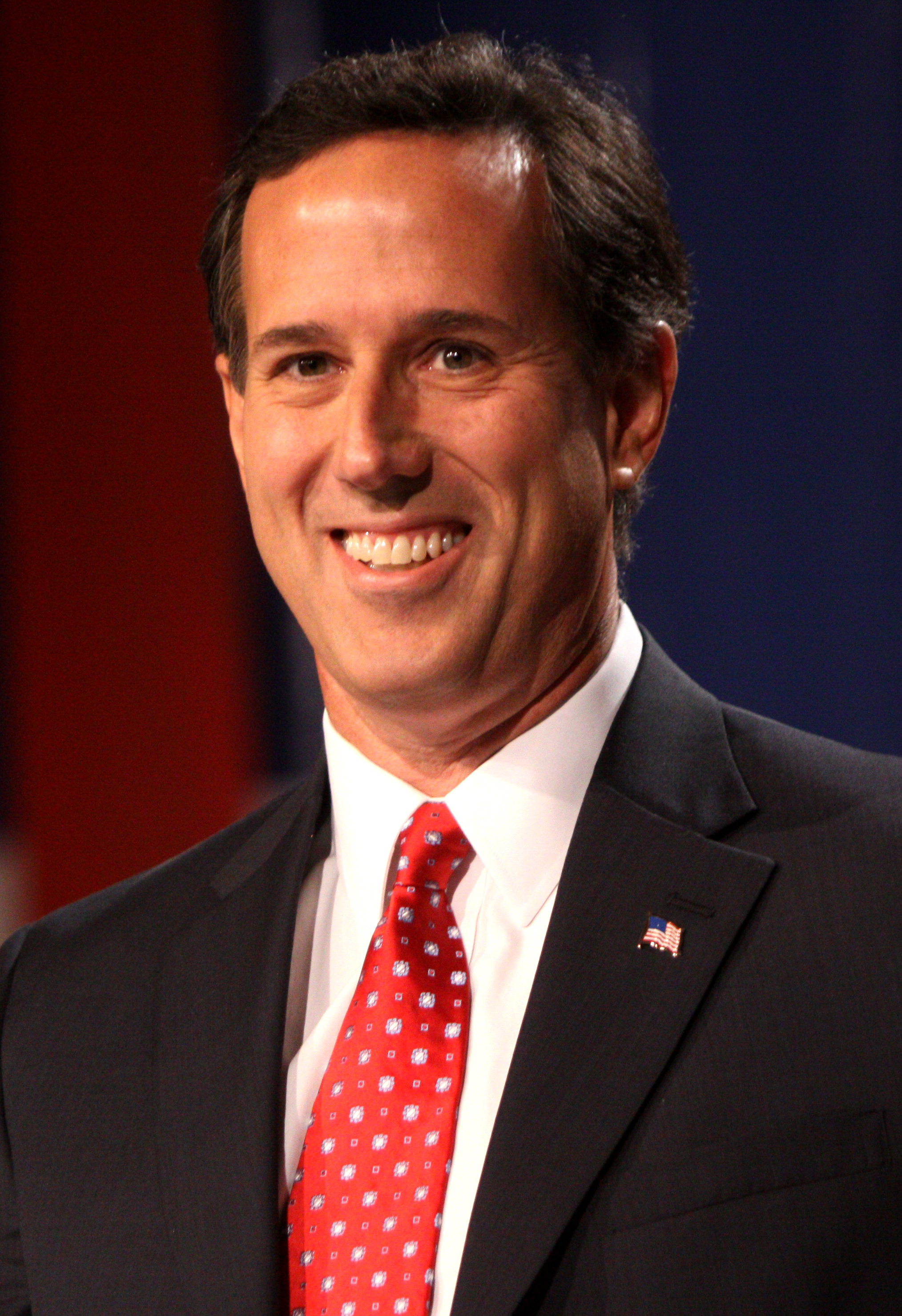
Fostul senator Rick Santorum din Pennsylvania (retras la 10 aprilie 2012)
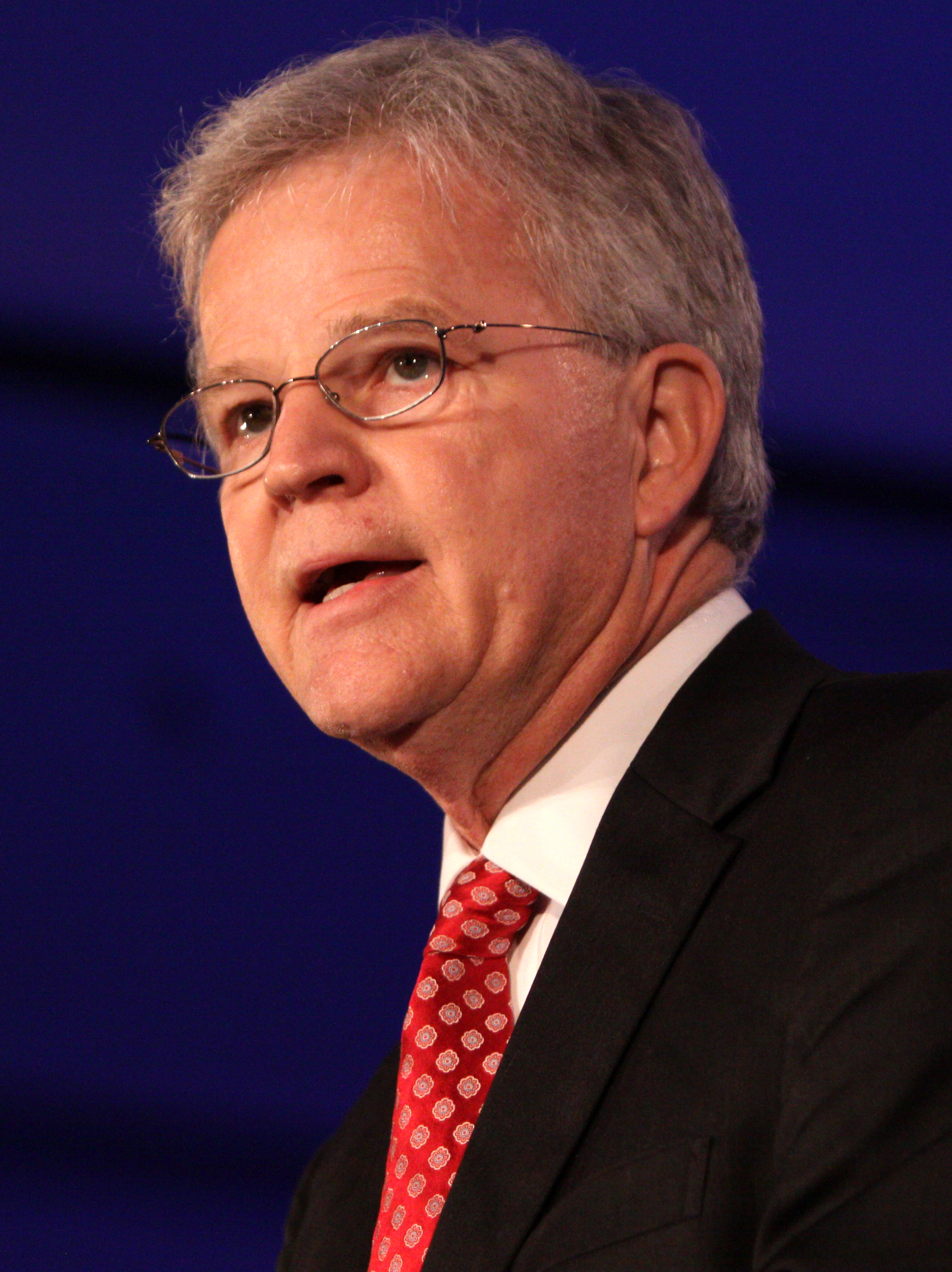
Fostul guvernator al Louisianei Buddy Roemer (retras la 22 februarie 2012)
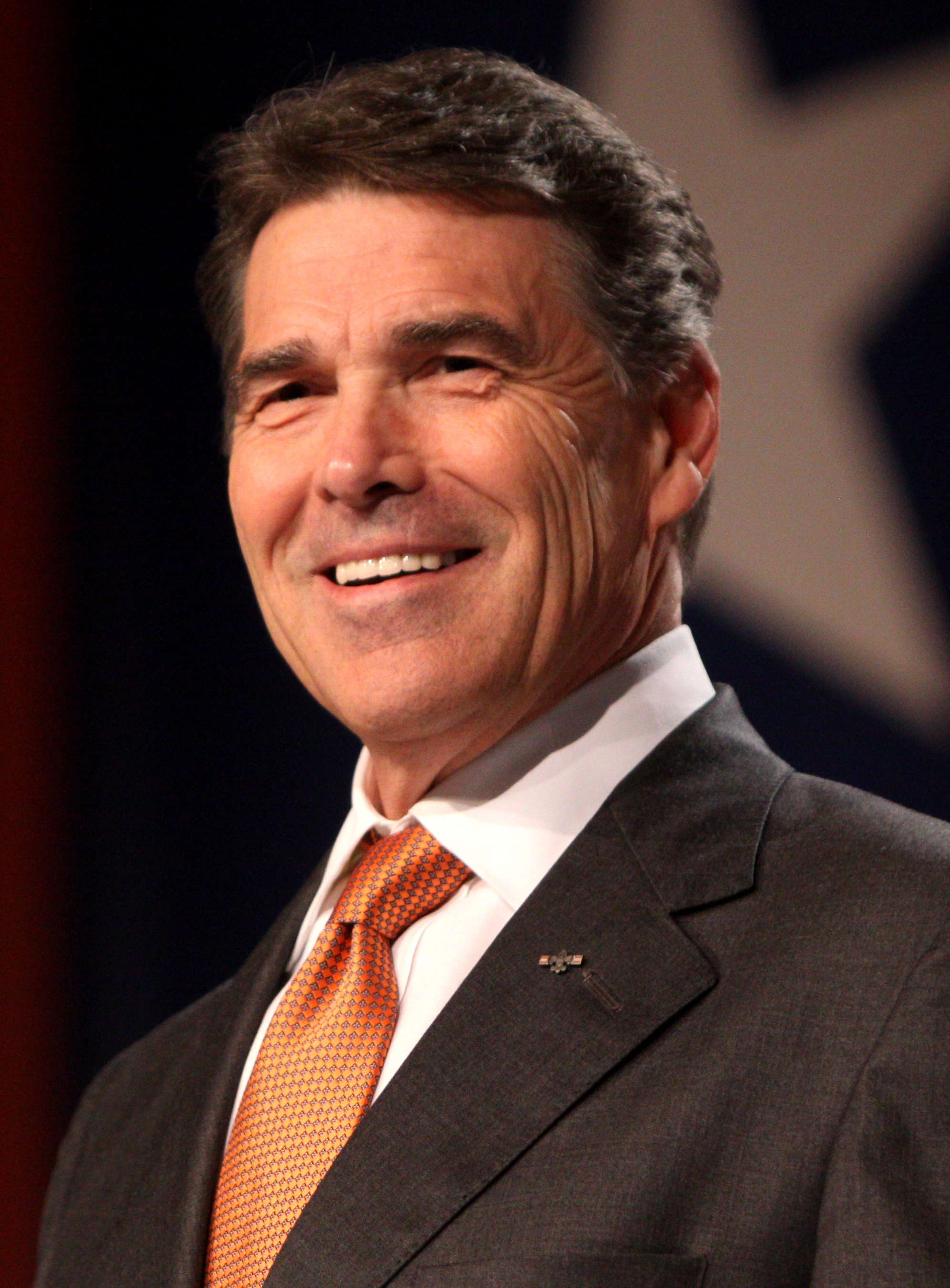
Guvernatorul Texasului Rick Perry (retras la 19 ianuarie 2012)
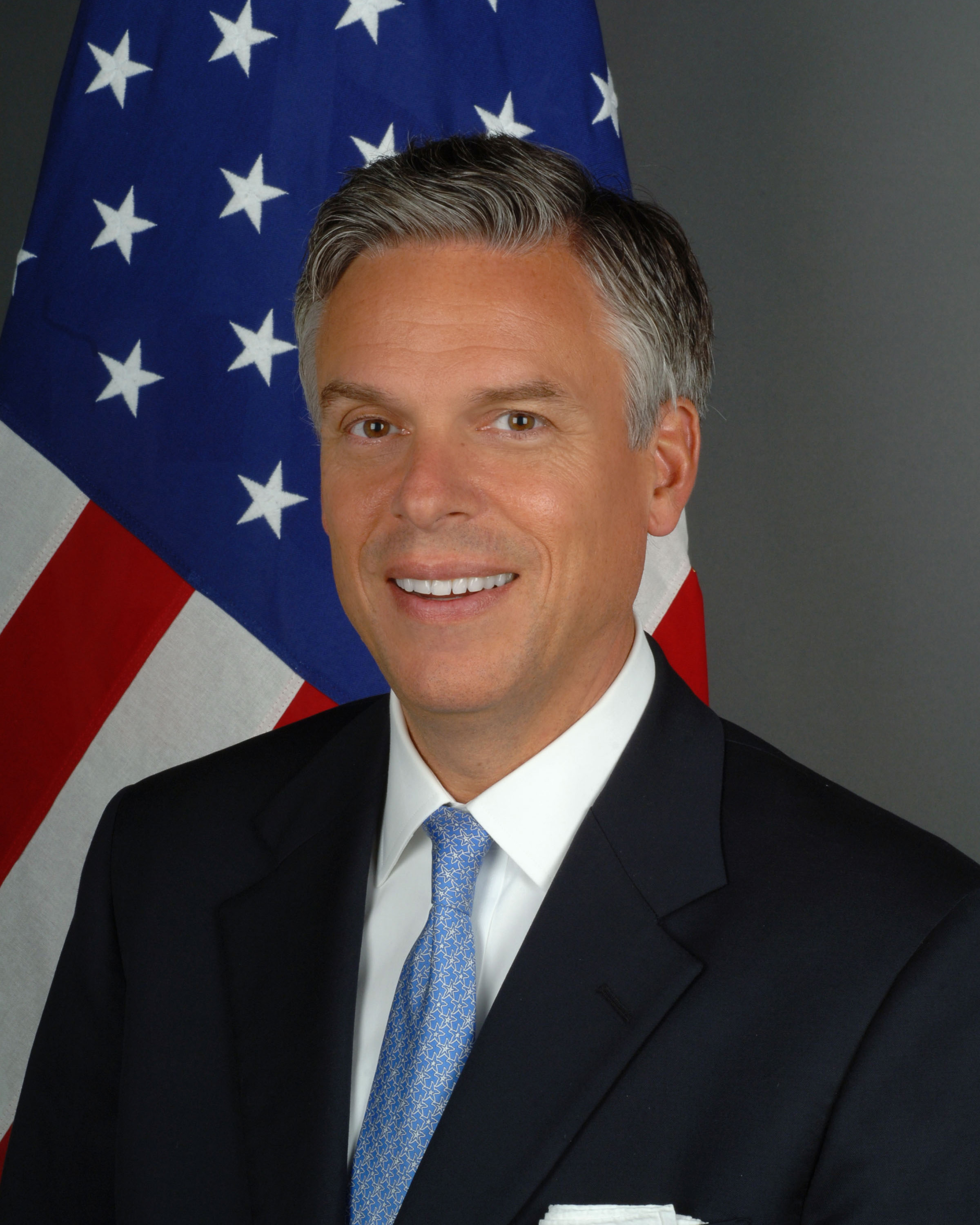
Fostul guvernator al statului Utah, Jon Huntsman (retras la 16 ianuarie 2012)
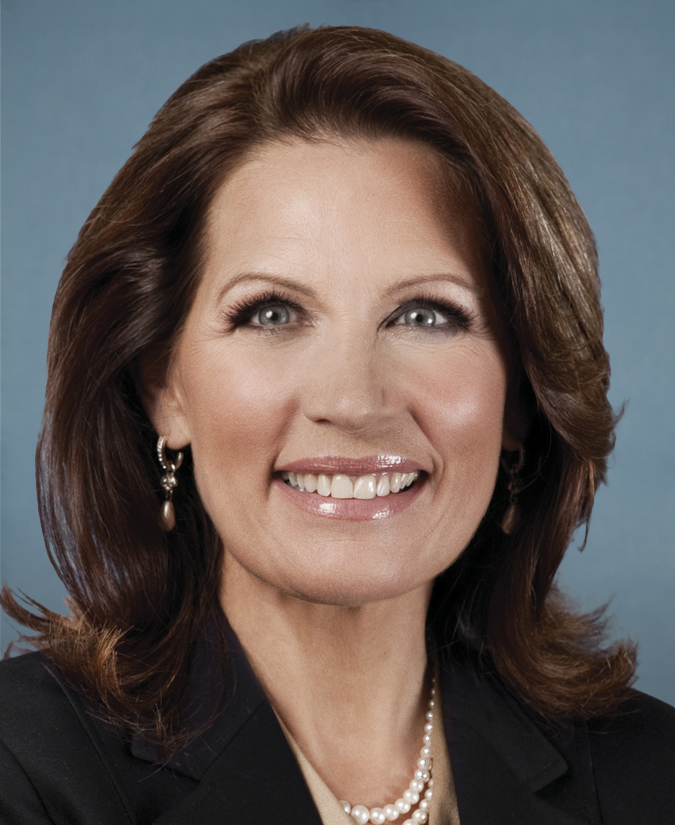
Reprezentanta Michele Bachmann din Minnesota (retrasă la 4 ianuarie 2012)
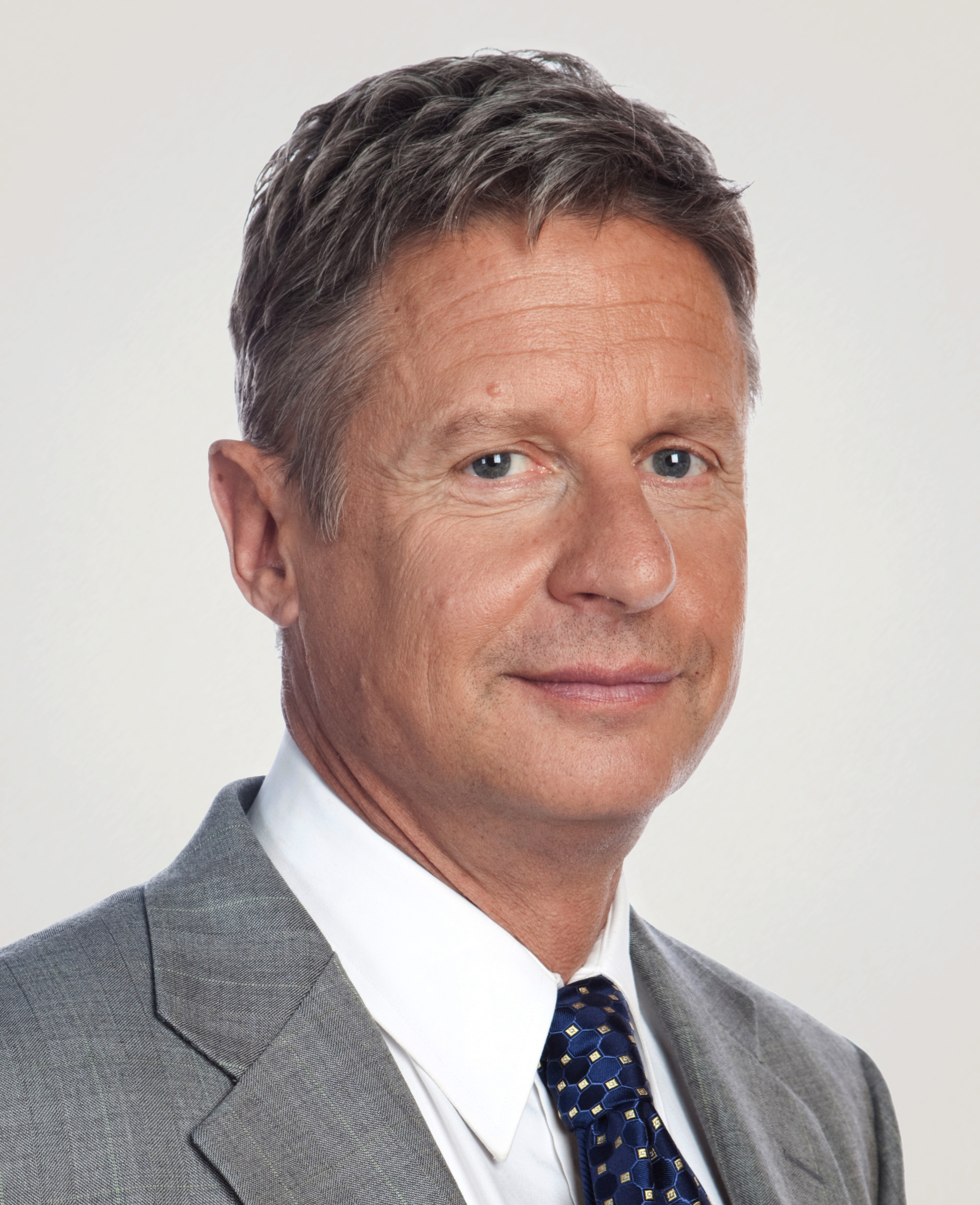
Fostul guvernator al statului New Mexico Gary Johnson (retras la 28 decembrie 2011)
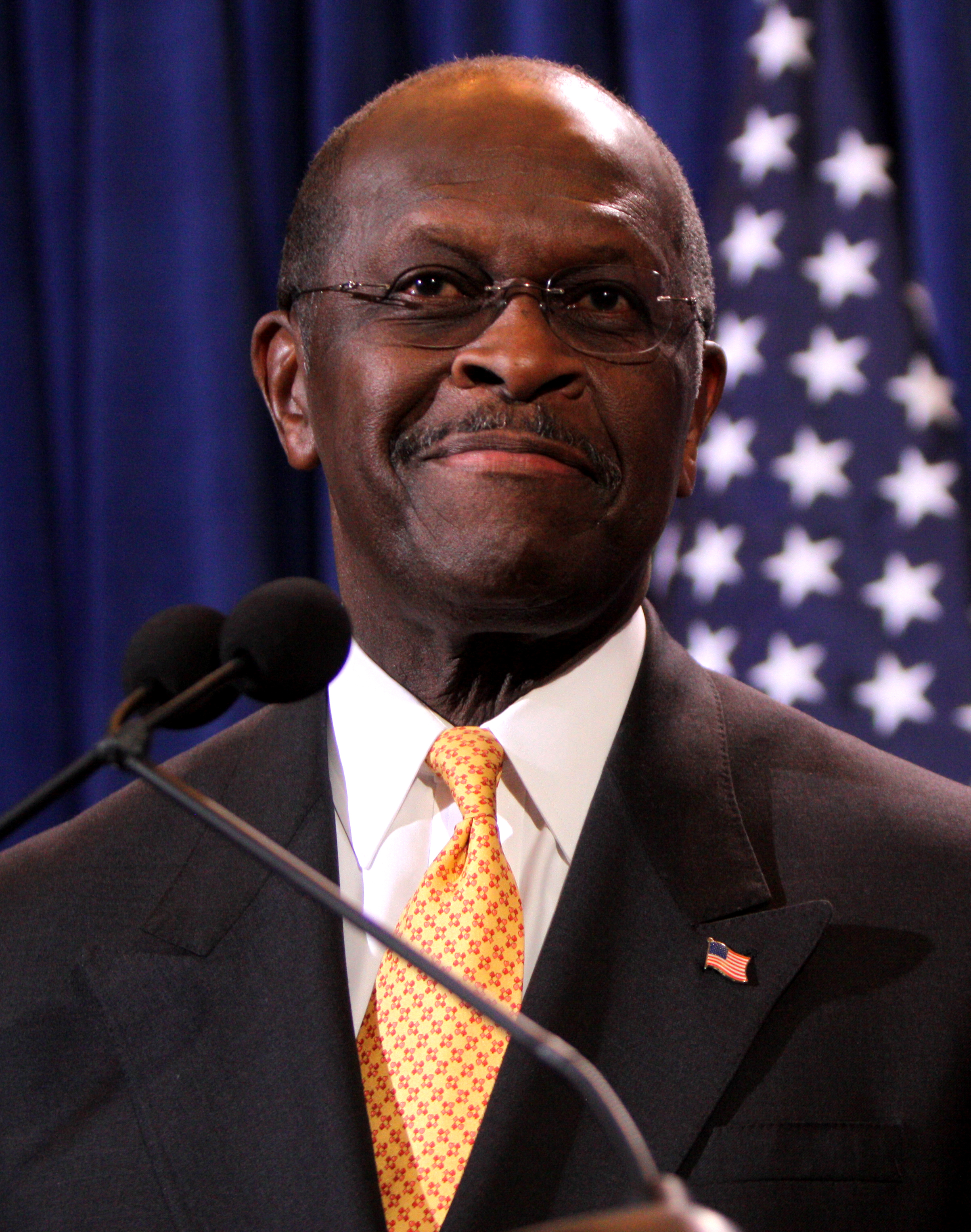
Fostul CEO Herman Cain al Georgiei (retras la 3 decembrie 2011)
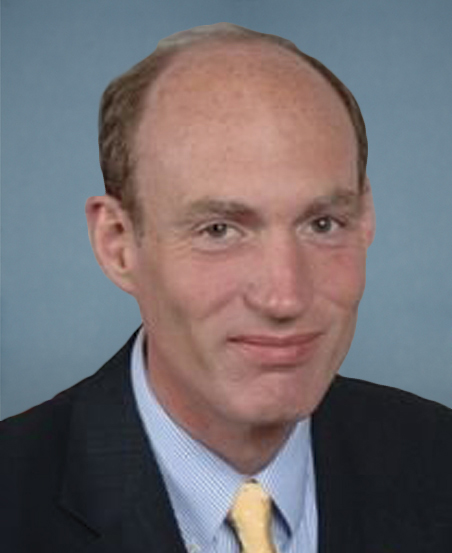
Reprezentantul Thaddeus McCotter din Michigan (retras la 22 septembrie 2011)
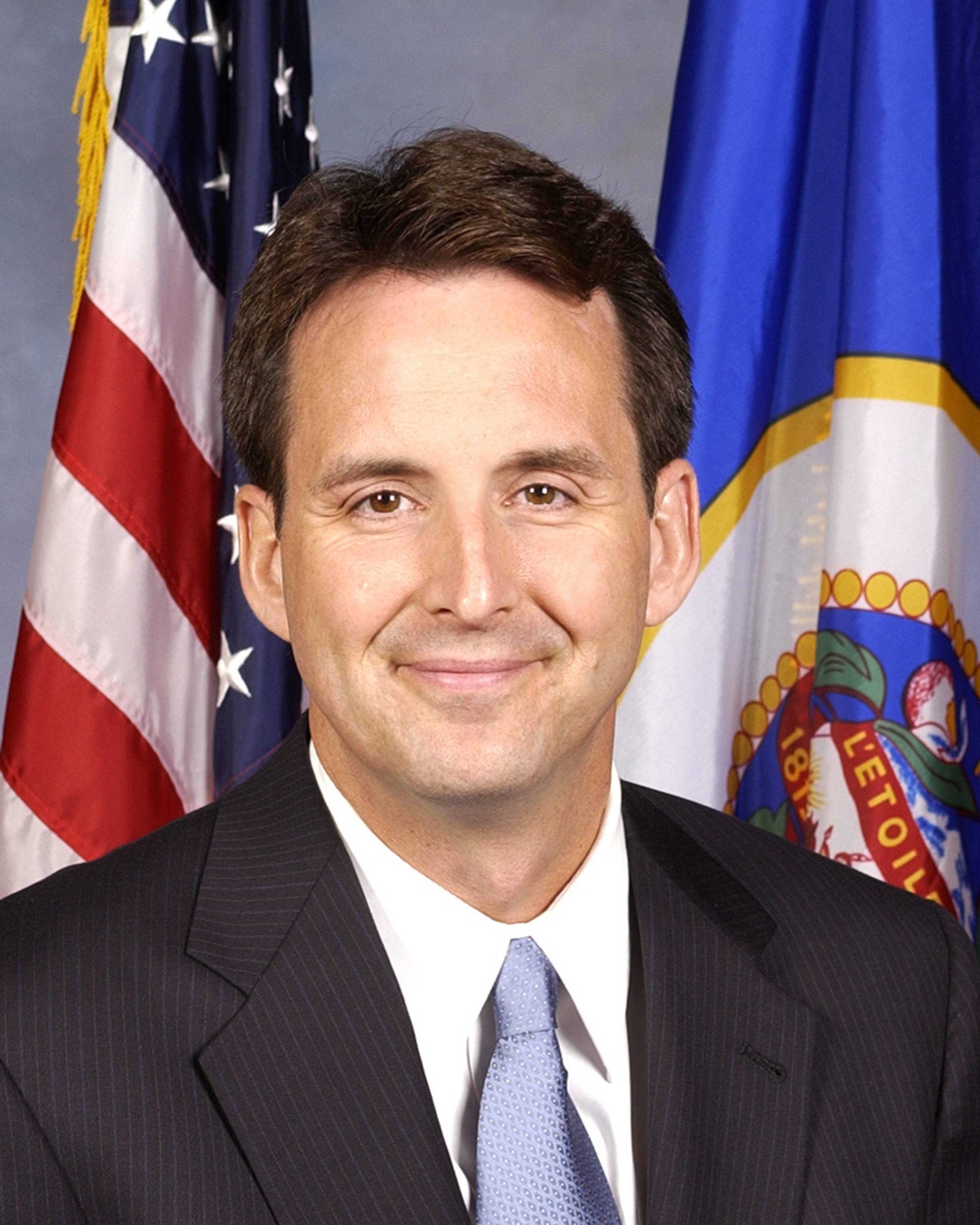
Fostul guvernator al statului Minnesota Tim Pawlenty (retras la 14 august 2011)

### Candidați din alte partide
- Gary Johnson, guvernator al statului  New Mexic, din Partidul Libertarian
- Jill Stein, medic  din statul Massachusetts, din Partidul Verde
- Virgil Goode, congressman, din statul Virginia, din Partidul Constituționalist
- Rocky Anderson, primar al Salt Lake City și membru fondator al Partidului Justiției, din statul Utah

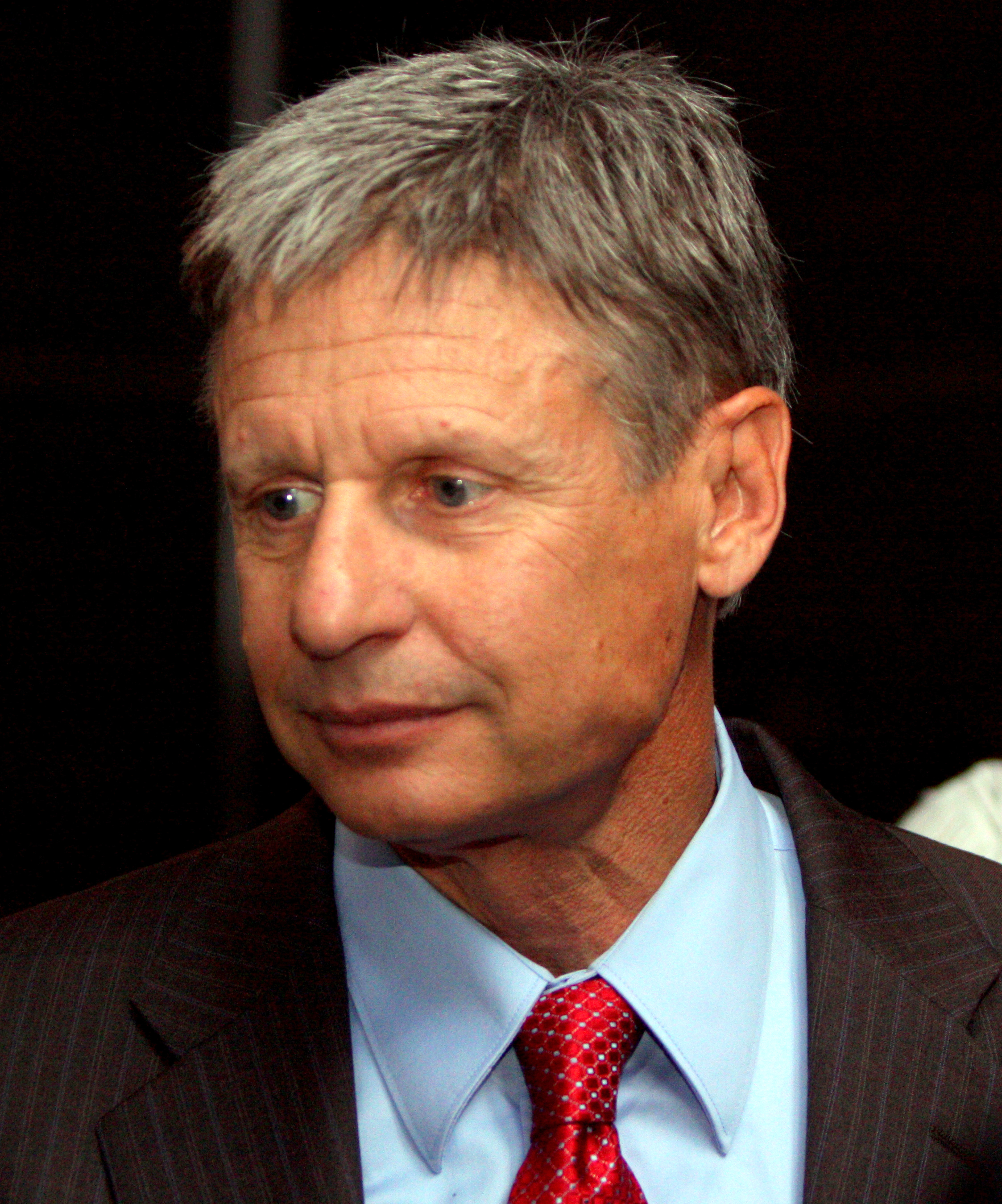
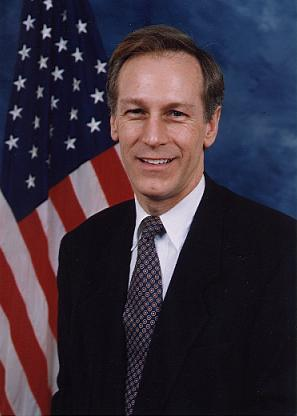